# ケツイ〜絆地獄たち〜
『ケツイ〜絆地獄たち〜』（ケツイ きずなじごくたち）は、ケイブより2003年に発売された業務用縦スクロールシューティングゲーム。総発売元はAMI。キャッチコピーは「新・ど本格シューティング」。

## 概要
弾幕系シューティングの一つ。前作である『怒首領蜂大往生』と同じ基板が採用されている。
実在の兵器をモチーフにした敵キャラクターなど、ミリタリー色を強めた硬派な作品。自機は2タイプともヘリコプターで、敵キャラクターにもヘリコプターが多く登場することも特徴。ゲーム中のBGMは、並木学が全曲を担当。

## ストーリー
西暦2054年、過去から続く環境破壊による地球温暖化は、世界規模の海岸線変更に伴う領土問題等を引き起こす。それによって勃発した国家間の大規模戦争は日々激化していたが、その陰で、世界中に兵器を輸出し莫大な利益を不当に得ている企業「EVAC Industry（通称：EI社）」の存在があった。
国連は条約交渉を試みるも、EI社は国連側の『兵器の輸出入の完全禁止』という要求を拒絶し、交渉は断念。その後、表向きは無国家の武力抵抗組織の体で、国連主導の特殊部隊が武力介入するという、EI社の完全壊滅計画が決定される。
しかしその奇襲作戦は、遂行後には関わった全ての証拠、さらに志願者の生命すら破棄され、生きて帰ることすら許されない過酷すぎるものであった。ただし、この秘密裏の任務に志願した者には、その命と引き換えにどんな願いでも一つだけ叶えられる約束がされていた。
この作戦に志願した、アリス・ロイド・ユウマ・スティールの4人の青年は、それぞれの願いを抱えながら、死地へと赴く。
本作のタイトルは「死を前提とした任務に赴く決意を秘めた主人公たちの絆は、地獄まで行っても切れることはない」という意味を持っている。

## ゲーム内容・解説

### 基本操作・自機性能
操作は1レバー+3ボタン（ショット、ボム、ショットオート連射）で行う。
パワーアップを取得することにより、自機およびオプションのショット性能が強化される（1発の同時発射数が増え幅広くなる、最大4段階）。また、オプションは初期段階で2つ装備されているが、パワーアップアイテムを2つ取得するとさらに2つ追加される（追加分は自機の真横に配置）。
ゲーム開始時に自機を選択する。自機の種類と性能は、以下の通り。
TYPE-A - AH-Y72 ティーゲルシュベルト
デルタ翼を持つ赤い機体（1P側。2P側は緑）。オプションが自機斜め方向（オプション追加でさらに広範囲）に攻撃する広範囲攻撃型。
オプションの配置が自機後方で、オプション追加でW字体制、ロックショット時はハの字状に展開する。
移動速度は遅いが、ロックショットでの補足速度が速い。
アリス=ブラックバーンとロイド=エヴァンズマンが操縦する。
TYPE-B - FH-X4 パンツァーイェーガー
前進翼を持つ青い機体（2P側。1P側は紫）。直線的で範囲は狭いが威力の高いショットを持つ一点集中型。
オプションの配置は自機前方。オプション追加時の体制はM字で、ロックショット時は逆ハの字状に展開。
移動速度が速いが、ロックショットでの補足速度が遅い。
ユウマ=ナナセとスティール=ユレクが操縦する。

### ロックショットおよびボム
ショットボタンを押しっぱなしにすると、通常ショットよりも威力の高いロックショットを発射する。ロックショットの威力は両機共に同じ。ロックショット発射中は自機の移動速度が遅くなる（速度低下はそれぞれの自機から割合分低下）。
ロックショット中はオプションから弾が一時的に発射されなくなるが、ロックショットを当てることで敵機をロックし、オプションがロックオン対象に発射方向を定めて攻撃を行う。最大で2つ、および4つまでロック可能（パワーアップでのオプション数による）で、様々な敵をロックして個別にオプションに攻撃させることができるほか、既にロックした敵にロックショットを当て続けると、その敵機を多重ロックし集中砲火を行うこともできる。多重ロック時の攻撃力は通常ショットよりも遥かに高くなる。
ロックショットによるロックオン速度は上記の自機によって異なるが、敵に接近すればするほど早くなる。
ただし、ロック数が増えるごとにロックショット自体の射程も低下する（最大ロックで画面半分ほどに）。そのため　多重ロックとロックショットそのもので敵を手早く倒すためには接近戦が重要となる。
ボムは、自機とオプションから炸裂弾を発射する（発射方向は自機とオプションの攻撃方向）。着弾対象を起点に広範囲にダメージを与えられるほか、爆風に触れた敵弾を消すことができ、また自機にバリアが貼られ長時間無敵になることができる。また、ロックショット中にボムを使用すると、ロック中の敵キャラクターに向かってボムを発射し、その敵キャラクターに重点的にボムの攻撃力が行き渡るようになる。初期の所持数は3つで最大6つ。ボムアイテム取得時やミス時に補充される。

### 得点システム
画面斜め左上部に三種類のカウンターが表示されている。上から獲得した倍率チップの合計、倍率カウンタ、倍率タイマーがそれぞれ表示されている。
ロックショットで敵を破壊したとき、敵破壊得点に倍率カウンタの分だけ倍率がかかり、カウンタの数値が減少する。この倍率カウンタは敵を破壊すると出現する「倍率チップ」を獲得することで数値が加算される。倍率チップは最大5倍で、ショットで破壊した時は敵機に近ければ近いほど高倍率のチップが出現する。
また、ショットで破壊した際に出現した倍率チップを獲得すると、倍率タイマーに獲得した倍率チップがセットされ、残り時間が加算される。ロックショット使用時は、この倍率タイマーにセットされている倍率チップが爆風から出現する（派手な爆発を起こす敵機からはより多く出現する）。このため、倍率チップを多く獲得したい場合は「できるだけ小型敵を接近してショットで撃破し、5倍チップを獲得しつつ以降の敵をロックショットで次々と撃破する」という行動を繰り返すこととなる。
ボス戦では獲得した倍率チップの合計が倍率カウンタとして使用され、ロックショットでパーツ撃破時などに減少する。
倍率カウンタはミスしたりボムを使用することでも減るほか、ステージ終了時に全カウンタが1に戻る。
2周目では倍率チップが廃止される。詳細は後述。

## 登場人物
声は『ゴシックは魔法乙女〜さっさと契約しなさい!〜』のコラボイベントでの担当声優。
アリス=ブラックバーン
声：真野恭輔、石黒千尋（女性化）
TYPE-Aのパイロット。23歳。
他人との関係を持つことに消極的なため、常に無口で感情の起伏に乏しいが、操縦スキルは超一流で、同僚のロイドからの信頼は厚い。
かつては国連のスパイとしてEI社に内偵を行い、最新鋭機を盗むことに成功したが、EI社の報復が家族に及ぶことを避けるため、異父兄弟のユウマを含む家族を捨てる形で出奔した。そのためユウマから憎まれている。
ロイド=エヴァンズマン
声：稲村恵太郎
TYPE-Aのガンナー。26歳。
かなりの自信家・完璧主義で他人を信用せず、目的のために手段を選ばない冷血漢であるが、同僚のアリスには絶大な信頼を寄せている。
過去に惚れ込んだ男がおり、彼を自分の支配下に置いて所有物にするという野望を抱いている。
ユウマ=ナナセ
声：間宮智明、濱口万里菜（女性化）
TYPE-Bのガンナー。18歳で志願者では最年少。
異父兄弟のアリスは国連のスパイだったが、彼がEI社に家族の命を狙われるのを避けるために出奔した事を彼に『捨てられた』と思い込み、憎悪を向けている。
その後軍隊に入り、兄を越えて復讐することを誓う。
スティール=ユレク
TYPE-Bのパイロット。26歳。
明るく誰にも分け隔てなく接するが、直感で行動に移すために、ロイドとは折り合いが悪い。
祖国では独立戦争が続き、幼くしてゲリラ活動に参加し戦友たちの死を見届けた過去がある。
4人の中では唯一、『ゴシックは魔法乙女』のコラボに登場していない。

## ステージ構成
各ステージのサブタイトルは、そのままステージBGMのタイトルにもなっている。

### 1. INTERCEPTION 喧騒の街
武装された市街地。歩道橋、高層ビル、屋内スキー場、野球場などが改造されて次々と砲台や敵機が出現する。
中ボス中型掃空ヘリ シーホース
ボス大型制空戦闘ヘリ ブルフロッグ

### 2. SUBURB 機甲の緑
森林の奥に隠された前線基地。敵は戦車が主に出現する。
中ボス大型連結戦車　ジェム&イーニィ
ボスXM177　多履帯戦車　スフィンクス

### 3. CANAL FLEET 夕暮の艦隊
港湾地帯。護衛艦や戦闘ヘリが交互に出現する。
中ボスRBB-S1　重対地攻撃艦　ヴィノグラドフ
ボスV/STOL大型輸送攻撃機　ジャマダハル

### 4. DEFENSIVE LINE 闇に潜む
岩山に囲まれた峡谷地帯を抜け、EVAC社へと向かう。
中ボス局地防衛用戦闘車両　ブラックドラフト
ボス特殊換装車両　シンデレラアンバー

### 5. EVAC INDUSTRY 審判の日
EVAC社の巨大な兵器開発施設。激しい攻撃を潜り抜け、施設中枢部への決死の降下を仕掛ける。
これまでに登場した雑魚敵キャラクターのほとんどが強化されて再登場する。また、敵として、自機の同型後継機である「AH-172-A ティーゲルハーゲン」と「FH-5-A パンツァーシュナイダー」が登場する（自機はアリスがEVACから盗んできた機体を国連が強化改造したものであることがDS版で判明している）。
中ボス：重機動対空砲座　トラファルガ
ボス：試作型重機動戦闘要塞　エヴァッカニア
真ボス：光翼型近接支援残酷戦闘機“エヴァッカニア・ドゥーム（2周目のみ）

### 2周目
本作は開発時には「1周エンドの作品になる」と言われていたが、製品版では特定条件を満たすと2周目に突入できる仕様になっていた。5面が他の面に比べて道中が長く、本作で登場する敵キャラがほとんど勢ぞろいするのがその名残ともいえる。
2周目には、1周クリア時に二人プレイをしておらずノーコンティニューであり、ミス数とボム使用回数を足した値が6以下であると突入することができる。
2周目では敵キャラクターの攻撃が強化されている上、敵キャラクターを破壊すると撃ち返し弾が発生する。この撃ち返し弾は自機が近づくことで封印することができる。また、倍率チップは廃止され、撃ち返し弾の数によって倍率カウンタが加算されるようになる。
ちなみに2周目では、基板の限られた性能の中でさらに敵弾を増やすために、倍率チップの廃止や敵キャラクターの地面に映る影などのオブジェクトを削るなどの処理が行われている。

### 裏2周目
上記の2周目は「表2周目」と呼ばれ、本作には「裏2周目」と呼ばれる、更に難易度の高いもう一つの2周目が存在する。
裏2周目に突入できる条件は非常に厳しく、表2周目をプレイできる条件に加えてノーミス、ノーボムでかつスコアが1億2000万点以上でなければいけない。裏2周目突入の条件が満たされると2周目1面開始前に「WELCOME TO SPECIAL ROUND」というテロップが表示される。
裏2周目では表2周目に比べて以下の変化がある。敵が発する弾幕に差は無いが、弾速の加速と撃ち返し弾の増大によって表2周目よりもかなり難しくなっている。代わりに、裏2周目のほうが多くのスコアが入るようになっている。
- 撃ち返し弾の量が表より裏の方が多い（その分、敵破壊時の倍率カウンタの上昇量も表よりも多くなる）。
- 撃ち返し弾の色が赤から青に変化する。
- 撃ち返し弾の封印範囲が表より狭くなる。
- 表に比べて敵が発する弾の弾速が速い。
- 撃ち返し弾を封印しても倍率は加算される。
- 面クリア時にもらえるボーナス点数が2倍になる。
- ロックショットの倍率減少率が表より少ない。
- 5面ボスが最終形態に変化しない。

そして、本来の最終ボスである5面ボスを撃破した後に、本作の真の最終ボスである「光翼型近接支援残酷戦闘機“エヴァッカニア・ドゥーム”」との戦闘に入るのが裏2周目の最大の特徴である。なお真ボス戦突入後は途中参加またはコンティニュー不可能。
なお、1周エンド・2周エンド・裏2周エンドの3種類が用意された理由は、『怒首領蜂 大往生』において高難易度化に付いていけないプレイヤーが発生してしまった一方、上級者からは良い評価を得られたことから、ある程度プレイヤーの実力に合わせたゲーム展開がされるようにしたためであると、攻略DVDの付属ブックレットで開発者が説明している。

## 攻略DVD
当初はPlayStation 2に『怒首領蜂 大往生』や『エスプガルーダ』を移植したアリカから本作の攻略DVDが発売される予定であった。しかし制作の過程である問題が起きたことにより発売中止となった。
その後2005年8月に『バトルガレッガ』や『ライデンファイターズ』の攻略DVDを発売した実績のあるINHが本作の攻略DVDを発売すると発表。その予告映像が同時期に発表された『虫姫さま』攻略DVDの予告映像と共に2005年度のアミューズメントマシンショーのケイブブースで出展され、2005年10月31日に発売された。

## 移植・関連作
本作の家庭用移植は発売から5年以上実現しなかった。同じ基板を用いている『怒首領蜂 大往生』および『エスプガルーダ』と同様にアリカがPlayStation 2向けへの移植を計画していたが、完全再現できない部分があるという理由から中止となり、移植作はiアプリ、ニンテンドーDS（アリカ）、Xbox 360(5pb.)、PlayStation 3(MAGES.)、PlayStation 4(M2)で発売されることとなった。

### 携帯アプリ版
2004年12月24日にiアプリ版『ケツイ〜絆地獄たち〜DX』がケイブより発売された。原作通り全5ステージを収録しているが、グラフィックは新たに作りおこされている。
ジー・モードが他社版権の携帯アプリゲームを移植する「G-MODEアーカイブス+」向けとして、本作のNintendo Switch版が2021年8月5日に発売された。

### ニンテンドーDS版
2008年10月23日にニンテンドーDS移植版『ケツイ デスレーベル』が発売された。開発および発売元はアリカ（流通はコーエーネット）。
2007年3月末に、アリカの副社長・三原一郎のブログにてニンテンドーDS上で動作する試作版の映像が公開された。その後各種イベントなどで試遊台の設置や体験版のダウンロード配布などが行われている。2008年5月23日にアリカのHPで製品化を正式に発表。10月16日からはDSステーションやみんなのニンテンドーチャンネルから体験版がダウンロードできるようになった。
ゲーム内容は、「デスレーベル」の名の通り、PS2版『怒首領蜂 大往生』の「デスレーベルモード」のようにボスラッシュを中心とした、大きなアレンジが加えられたものである。また、ボムの仕様においても「全敵弾を得点アイテムに変える」「被弾時に敵弾を消去せず低速化させるオートボム」というものになった。最終ボスである、エヴァッカニア・ドゥームもモード別において型別名称が違うバリエーションに富んだものが用意されている。ゲーム本編以外のモードとして、アーケード版の開発者である池田恒基本人が出演して攻略法の解説などをする「おしえて!IKDさん」や、条件を満たすことでキャラクターの画像などが見られる「EVAC REPORT」が収録されている。
また、本作にはアーケード版の攻略DVDも同梱されている。攻略DVDの項で述べられている、アリカがかつて製作していたDVDとは別のもので、2008年4月時点での攻略パターンを用い新たに撮りおろされた映像である。DVDにはAタイプ自機の映像しか収録されていないが、ゲーム中の「おしえて!IKDさん」内でBタイプ自機の映像（ただし裏2周目のみ）も見ることができる。
なお、PVでは「初心者でも快適に遊べるように色々配慮しました。残機十分増えます。でも上級者の人にも手応えを感じてほしい。そう思って、やっちゃいました!!頼む!死んで!」と、高難度を臭わせる発言がされている。

### Xbox 360版
2010年4月22日にXbox 360移植版『ケツイ～絆地獄たち～ EXTRA』が発売された。移植開発元は5pb.。
通常版と、本作および『怒首領蜂大往生ブラックレーベル EXTRA』にて新規作曲されたアレンジBGMのサウンドトラックが付属する限定版が存在する。
アーケード版の再現となる「アーケードモード」に加えて、ゲームシステムをアレンジした「Xモード」を遊ぶことが出来る。各モードで、Xbox Liveを利用したスコアアタックが可能。
移植版の発売は2008年3月に発表されたが、5pb.が同時期に移植開発を行い、2009年に発売した『怒首領蜂大往生ブラックレーベル EXTRA』にてソースコード盗用が発覚し、一旦ケツイのライセンス許諾の契約は無効とされたが、賠償責任等の問題が解決すればライセンス再契約の検討を行うとされており、当初の予定から大幅に遅れた2010年4月22日の発売となった。

### PlayStation 3版
2013年7月25日にPlayStation 3移植版『ケツイ～絆地獄たち～ EXTRA』が発売。ゲーム内容はXB360版と同じであるが、アーケード版全一プレイヤー（2013年春時点）による攻略映像を収録したBlu-ray Discが新録されて付属する。発売はMAGES.のゲームブランドとなる5pb.Gamesが担当。

### PlayStation 4版
2018年11月29日にM2より、M2ショットトリガーズシリーズとしてPlayStation 4移植版『ケツイ Deathtiny ～絆地獄たち～』が発売。
2018年9月下旬には、ゲームセンター「HEY」でのフィールドテスト配信を実施した。2018年11月に開催したM2のイベントでは、部分的にシステムの詳細が開示された。
当移植版では、アーケードの他に、各モードを追加。
- スーパーイージー - M2ショットトリガーズ恒例の低難易度モード。このモードではオートボムが付与される。
- DEATHTINY - M2によるアレンジバージョン。新たに「DEATHTROY（デストロイ）システム」を実装。こちらはボムの代わりに発動できる機能で、敵を速攻で撃墜ないし、ロックショットの一点集中で得られる青い「Dチップ」を集め、デストロイゲージに集積。このゲージの30パーセントを使用することで発動する。瞬間的な無敵が発生する他、攻撃力が上昇し、システム発動中は金色のDチップが出現（チップ出現時の周囲の敵弾も変換する）しスコアを稼ぐことができる。また、発動時に敵弾を消去し、一部を金のDチップに変換する。一定時間後（30パーセント分のゲージ減少が終了した後）は、特徴的な音が鳴った後にシステム終了となり弾消しが発生するが、弾消しが発生する前にゲージの発動条件を満たすことで再発動（デストロイチェーン）が可能。その場合は、チェーンの連続回数に応じてさらに攻撃力が上昇する。また、チェーン発動時の敵弾Dチップ変換は発生するが、終了後の無敵や弾消しが発生しなくなる。発動条件を満たした状態で被弾した場合はオートで発動する（ペナルティとして得点倍率は大幅に下がる）。ただし、システム発動中に被弾するとミスになる。ミスした場合は、ゲージは満タンの状態になる。なお、当モードでは最初からフルパワーアップから開始し、アイテムの取得でもデストロイゲージが30パーセントほど上昇する。また、一定の条件を満たすと「DieDeathモード」という特殊なモードに移行し、高難易度だがよりスコアが稼げるようになる。
- カスタム - ゲーム内のあたり判定など、細かい部分まで自由に調整することができる。特定の設定の組み合わせにすることでクリアスコアが上昇する「Die-Custom」モードになる。
- IKD2007SPECIAL - 2007年に行われたイベントで公開されたバージョン。DLC購入で解放される。
- アーケードチャレンジ - アーケードモードのステージの部分部分の評価プレイを行う練習モード。
- 絆育成モード - アーケードモードでのミスした地点を記録しており、その5秒前から再開することができるモード。攻略することで「絆ポイント」を獲得できる。

BGMはオリジナルの他、並木学アレンジ、松本大輔アレンジ、ベイシスケイプアレンジ、VIRT（ジェイクカウフマン）アレンジの5つが存在する。

### 特別バージョン
2007年9月23日に開催された、ケイブ主催のファンイベント「ケイブ祭りだヨ!全員集合」の際に、『怒首領蜂（青）』や『虫姫さま（青）』、『虫姫さま ふたり Ver1.01』に相当するケツイの別バージョンが稼動された。このバージョンでは、ケツイが持つ攻撃的なゲーム性をさらに強めた強烈なアレンジがなされている。なお、このバージョンはps4版のDLCとして販売されており、オンラインで購入することにより遊ぶ事ができるようになる。なお、ディスク版はこのDLCが最初から適用されている。
この特別バージョンはEスポーツスタジアム本大会の会場でも通常バージョンと一緒に特別に稼動されていた。また、この会場では通常バージョンを用いた1面での3倍の倍率チップの獲得数を競う対戦大会が開かれた。

### 関連作品
- 2008年に配信開始された携帯電話ゲームアプリ『SWITCH』は、「EVAC社」のバックアップで戦うというストーリーであり、本作と共通するシステムや名称が用いられている。また、『ケツイ〜絆地獄たち〜DX』とのコラボレーション作品として『ケツイッチ〜乙女地獄たち〜』が2009年4月1日に発売された[7]。
- 2011年2月3日に発売されたXB360版『怒首領蜂大復活ブラックレーベル』の「アレンジモード」には本作の要素が数多く入れ込まれており、自機「ティーゲルシュベルト」や倍率チップが登場する。BGMも本作のものをアレンジした曲であり、パッケージイラストも本作のメインビジュアルのパロディである。
- 2012年3月7日より配信された、Windows Phone 7用アプリ『DODONPACHI MAXIMUM』は、「EVAC Industry」が開発したシミュレーターで戦闘を行うというストーリーである。また隠し自機として「ティーゲルシュベルト」が登場する。
- 「ゴシックは魔法乙女」では登場人物が使い魔として使用できる。また、ロックショットの様な挙動を持つロックバレットというショットが使い魔のショットの一部として採用されている。
- 弾避け要素のある音楽ゲーム「オンゲキ」において、エヴァッカニア･ドゥーム戦のBGM「No Remorse」がプレイ楽曲として収録されている。

## バグ・仕様上の都合・その他
- 真横の敵をロック中にボムを使い、ボムが着弾する前に通常攻撃でロックした敵を倒してしまった場合、ボムが爆発せずにステージクリアまで画面内をバウンドし続ける現象が発生する。ボムが敵に接触して起爆し、画面から消えないうちは自機が無敵であり続けるため、この現象は裏技の一種として、「ケツイボム」と呼ばれ知られている。
- 難易度や残機数などのゲーム設定が工場出荷設定の時とそうでない時で、処理落ちのかかり方が変わる。
- 5面のBGMがおかしくなることがある、フリープレイ時にあるタイミングでスタートするとゲームが進行不可能になる、などいくつかのバグがある。これを修正したバージョンの基板も存在するが、数は多くない。
- EVACを逆から読むと「CAVE」となる。